# Muljinapura
Muljinapura o Mulajinapura fou un estat tributari protegit de l'agència de Mahi Kantha a la presidència de Bombai. Estava format per 1 sol poble, amb 220 habitants el 1881. El sobirà era el mateix que el de Deloli. Els seus ingressos es comptaven junt amb els de Deloli. Pagava un tribut de 25 rúpies al Gaikwar de Baroda.